# Aldo Protti
Aldo Protti (Cremona (Llombardia), 19 de juliol, 1920 - Idem. 10 d'agost, 1995), va ser un baríton italià.

## Biografia
Va començar a donar-se a conèixer durant la Segona Guerra Mundial participant en l'emissió de ràdio "L'ora del soldato", que l'EIAR va dedicar a les forces armades. Després es va oferir voluntari, sota la República Social Italiana, a la Guàrdia Nacional Republicana; no obstant això, no hi ha proves de la seva suposada militància a les brigades negres, que l'haurien vist involucrat en accions de neteja contra civils i partisans a la zona de Val di Susa.
Després de la guerra, va assistir al Conservatori de Parma i el 1948 va guanyar el concurs nacional de cant organitzat a Bolonya per ENAL. El seu debut va tenir lloc el 9 d'octubre de 1948 al Teatro Pergolesi de Jesi a Il barbiere di Siviglia. L'abril de 1950 va debutar al "Teatro alla Scala" amb Aïda, iniciant una carrera internacional que el portaria als teatres més importants del món.
A més de la seva freqüent presència a La Scala al llarg dels anys cinquanta, la seva col·laboració amb Herbert von Karajan a la Staatsoper de Viena va ser especialment afortunada, on va estar constantment present de 1957 a 1973 en unes 380 representacions. També va aparèixer a Chicago i Amèrica del Sud (Caracas, Buenos Aires). El 1961 va participar en la segona gira d'òpera d'artistes italians al Japó, de la qual es conserven els enregistraments de vídeo de Rigoletto, Aïda, Andrea Chénier i Pagliacci.
També és important la col·laboració amb la RAI, des de l'edició televisiva de Rigoletto el 1955, dirigida per Franco Enríquez, fins a diversos enregistraments radiofònics: La forza del destino, Falstaff (Ford), Francesca da Rimini, Der fliegende Holländer, La sposa di Corinto de Pietro Canonica, La morte di Danton de Gottfried von Einem, Genoveva de Schumann. També va interpretar l'oratori La resurrecció de Crist de Lorenzo Perosi. Va arribar a finals de 1985 amb Rigoletto al Metropolitan de Nova York, amb el qual va fer una gira molt exitosa pels Estats Units.
Es va acomiadar dels escenaris el 1989 amb una representació de Nabucco a Roncole Verdi (Emilia-Romagna), davant de la casa natal del Mestre, en el marc del Festival Verdianeum que havia ajudat a organitzar. Va continuar cantant i ensenyant fins a la seva última aparició pública el 1995, quan va rebre el premi Caruso a Lastra a Signa.
Protti va vestir els personatges en una cinquantena d'òperes, amb preferència pel repertori de Verdi; També va dur a terme una notable activitat concertística. L'òpera més representada va ser Rigoletto, representada quatre-centes vint-i-cinc vegades.

## Activitat política i controvèrsies
Després de la Segona Guerra Mundial, Protti es va unir al Moviment Social Italià, convertint-se més tard en el seu líder a Cremona; entre 1980 i 1982 va formar part del Consell de la Província de Cremona.
Al tercer mil·lenni, va sorgir la controvèrsia sobre la conveniència de posar el seu nom a un carrer de la seva ciutat natal, especialment en referència al seu suposat passat en les batudes republicanes; com que no es va trobar cap evidència definitiva en aquest sentit i subjecta a l'opinió unànime de la comissió de toponímia cremonesa, la dedicació d'onomàstica a Protti va tenir lloc el 2010 prop de l'església de Sant'Ilario.

## Repertori
| Rol                  | Títol                   | Autor       |
| -------------------- | ----------------------- | ----------- |
| Don Pizzarro         | Fidelio                 | Beethoven   |
| Sir Riccardo Forth   | I puritani              | Bellini     |
| Escamillo            | Carmen                  | Bizet       |
| Baldassarre          | L'Arlesiana             | Cilea       |
| Carlo Gérard         | Andrea Chénier          | Giordano    |
| Silvio Tonio/Taddeo  | Pagliacci               | Leoncavallo |
| Compare Alfio        | Cavalleria rusticana    | Mascagni    |
| Nélusko              | L'Africana              | Meyerbeer   |
| Barnaba              | La Gioconda             | Ponchielli  |
| Marcello             | La bohème               | Puccini     |
| Barone Scarpia       | Tosca                   | Puccini     |
| Figaro               | Il barbiere di Siviglia | Rossini     |
| Sigfrido             | Genoveva                | Schumann    |
| Telasco              | Fernando Cortez         | Spontini    |
| Nabucco              | Nabucco                 | Verdi       |
| Rigoletto            | Rigoletto               | Verdi       |
| Conte di Luna        | Il trovatore            | Verdi       |
| Giorgio Gérmont      | La traviata             | Verdi       |
| Guido di Montforte   | I vespri siciliani      | Verdi       |
| Simon Boccanegra     | Simon Boccanegra        | Verdi       |
| Renato               | Un ballo in maschera    | Verdi       |
| Egberto              | Aroldo                  | Verdi       |
| Don Carlo di Vargas  | La forza del destino    | Verdi       |
| Don Rodrigo di Posa  | Don Carlo               | Verdi       |
| Amonasro             | Aïda                    | Verdi       |
| Jago                 | Otello                  | Verdi       |
| Ford                 | Falstaff                | Verdi       |
| L'Olandese           | Der fliegende Holländer | Wagner      |
| Gianciotto Malatesta | Francesca da Rimini     | Zandonai    |

## Discografia

### Enregistraments d'estudi
- L'Arlesiana, amb Gianna Pederzini, Juan Oncina, Emma Tegani, director Federico Del Cupolo - Coliseu 1951
- Aïda, amb Renata Tebaldi, Mario Del Monaco, Ebe Stignani, Dario Caselli, director Alberto Erede - Decca 1952
- Cavalleria Rusticana, amb Elena Nicolai, Mario Del Monaco, director Franco Ghione - Decca 1953
- Pagliacci (Pròleg, Silvio), amb Mario Del Monaco, Clara Petrella, Afro Poli, Piero De Palma, Conductor Alberto Erede - Decca 1953
- Otello, amb Renata Tebaldi, Mario Del Monaco, director Alberto Erede - Decca 1954
- La traviata, amb Renata Tebaldi, Gianni Poggi - Director Francesco Molinari Pradelli - Decca 1954
- Rigoletto, amb Mario Del Monaco, Hilde Gueden, Cesare Siepi, Giulietta Simionato, el director Alberto Erede - Decca 1954
- Rigoletto (vídeo), amb Virginia Zeani, Carlo Zampighi, Nicola Zaccaria, Luisa Ribacchi, Conductor Nino Sanzogno - RAI 1955
- Rigoletto, amb Virginia Zeani, Carlo Zampighi, Nicola Zaccaria, Luisa Ribacchi, director d'orquestra Nino Sanzogno - Bongiovanni/Opera Lovers (versió àudio de l'anterior)
- Cavalleria Rusticana, amb Caterina Mancini, Gianni Poggi, Conductor Ugo Rapalo - Philips 1958
- Pagliacci, amb Gianni Poggi, Aureliana Beltrami, Walter Monachesi, director d'orquestra Ugo Rapalo - Philips 1958
- Otello, amb Mario Del Monaco, Renata Tebaldi, director Herbert Von Karajan - Decca 1961

### Actuacions en directe
- Fernando Cortez, Nàpols 1951, amb Renata Tebaldi, Gino Penno, Italo Tajo, dir. Carlo Maria Giulini - ed. Hardy Classic/IDIS
- Aroldo, Florència 1953, amb Antonietta Stella, Gino Penno, dir. Tullio Serafin - ed. Melodram/Walhall
- Falstaff (Ford), RAI-Milà 1953, amb Giuseppe Taddei, Anna Maria Rovere, Anna Maria Canali, Rosanna Carteri, Nicola Monti, dir. Mario Rossi - GOP ed.
- La forza del destino,, Florència 1953, amb Renata Tebaldi, Mario Del Monaco, Cesare Siepi, director d'orquestra Dimitri Mitropoulos - Foyer/Arxipel ed.
- La forza del destino,, La Scala 1955, amb Renata Tebaldi, Giuseppe Di Stefano, Giuseppe Modesti, director Antonino Votto - CLS/Andròmeda ed.
- Andrea Chénier, La Scala 1955, amb Maria Callas, Mario Del Monaco, Conductor Antonino Votto - Cetra/Melodram/Golden Melodram
- Rigoletto, Caracas 1956, amb Gianna D'Angelo, Mario Filippeschi, Conductor Rios Reyna - GOP ed.
- La forza del destino, Roma-RAI 1957, amb Anita Cerquetti, Pier Miranda Ferraro, Boris Christoff, Conductor Nino Sanzogno]] - Myto/Bongiovanni ed.
- La forza del destino, Colònia 1957, amb Giuseppe Di Stefano, Leyla Gencer, Cesare Siepi, Conductor Antonino Votto - GOP ed. Phoenix/Myto
- Il trovatore, Nàpols 1957, amb Mario Filippeschi, Antonietta Stella, Fedora Barbieri, Plinio Clabassi, dirigida per Franco Capuana - editor Bongiovanni
- Pagliacci, La Scala 1957, amb Giuseppe Di Stefano, Clara Petrella, Enzo Sordello, dirigida per Nino Sanzogno - Cetra/Movimento Musica publisher
- I puritani, Trieste 1957, amb Virginia Zeani, Mario Filippeschi, Vito Susca, dirigida per Francesco Molinari Pradelli - Bongiovanni editor
- El barber de Sevilla, Nàpols 1958, amb Alfredo Kraus, Renata Scotto, Carlo Badioli, Enrico Campi, dirigida per Vincenzo Bellezza - Bongiovanni editor Bongiovanni
- "Francesca da Rimini", RAI-Roma 1958, amb Ilva Ligabue, Mirto Picchi, Piero De Palma, dir. Nino Sanzogno - publicat per Lyric Distribution
- "I vespri siciliani", Trieste 1959, amb Margherita Roberti, Pier Miranda Ferraro, Plinio Clabassi, dir. Antonino Votto - publicat per Bongiovanni
- La Gioconda, Buenos Aires 1960, amb Lucilla Udovich, Flaviano Labò, Mignon Dunn, Norman Scott, dir. Carlo Felice Cillario ed. Opera Lovers/FIORI (MP3)
- Rigoletto, Trieste 1961, amb Alfredo Kraus, Gianna D'Angelo, Giorgio Tadeo, Bruna Ronchini, dir. Francesco Molinari Pradelli - ed. Moviment Musica
- Rigoletto (DVD), Tòquio 1961, amb Gabriella Tucci, Gianni Poggi, Paolo Washington, Anna Di Stasio, dir. Arturo Basile - ed. VAS
- Pagliacci (DVD), Tòquio 1961, amb Mario Del Monaco, Gabriella Tucci, Attilio D'Orazi, Conductor Giuseppe Morelli - ed. VAS
- Aïda (DVD), Tòquio 1961, amb Gabriella Tucci, Mario Del Monaco, Giulietta Simionato, Paolo Washington, Director Franco Capuana - ed. VAS
- Andrea Chénier (DVD), Tòquio 1961, amb Mario Del Monaco, Renata Tebaldi, Director Franco Capuana - ed. VAS
- Tosca, Viena 1962, amb Floriana Cavalli, Dimiter Usunow, director Herbert Von Karajan - ed. Arkàdia
- Don Carlo, Buenos Aires 1962, amb Giuseppe Zampieri, Jerome Hines, Regina Resnik, Susana Rouco, dir. Fernando Previtali - ed. Etapa Vivent
- L'Africana, Nàpols 1963, amb Antonietta Stella, Nicola Nikoloff, Plinio Clabassi, dir. Franco Capuana - ed. Melodram
- I puritani, Catània 1968, amb Gabriella Tucci, Luciano Pavarotti, Ruggero Raimondi, dir. Argeo Quadri - ed. Nota Blu/Butterfly Music
- Aida, Venècia 1970, amb Gabriella Tucci, Flaviano Labò, Fiorenza Cossotto, Ivo Vinco, dir. Fernando Previtali - Editor Mondo Musica
- Tosca, Faenza 1972 (companyies del Teatre Municipal de Bolonya), amb Magda Olivero, Giuseppe Giacomini, dirigida per Ino Savini - Bongiovanni/GOP/Arkadia editor
- Tosca, Gènova 1975, amb Magda Olivero, Gianfranco Cecchele, dirigida per Francesco Molinari Pradelli - Editorial Gala

## Premis i Reconeixements
- 1960 "Viotti d'Oro"
- 1963 "Gazzotti d'Oro"
- 1967 "Palcoscenico d'Oro"